# Gefährlicher Hund
Gefährlicher Hund ist ein Rechtsbegriff, der unter anderen in Deutschland, Liechtenstein, Österreich und der Schweiz in Hunde-, Tierhalte-, Landessicherheits- oder Polizeigesetzen Verwendung findet.

## Deutschland
Der Begriff Gefährlicher Hund stammt aus dem Recht der Gefahrenabwehr und den entsprechenden Hundegesetzen der deutschen Bundesländer. Die Haltung gefährlicher Hunde ist erlaubnispflichtig und setzt außer der Sachkunde auch die Zuverlässigkeit und persönliche Eignung des Halters voraus.

### Begriff
Als gefährliche Hunde werden Hunde bezeichnet, die aufgrund ihres Verhaltens die Annahme rechtfertigen, dass durch sie eine Gefahr für Leben und Gesundheit von Menschen oder Tieren besteht. Aus rassespezifischen Merkmalen, der Abstammung, durch Zucht, Abrichten oder Ausbildung können sich insbesondere eine über das natürliche Maß hinausgehende Kampfbereitschaft, Angriffslust, Schärfe, ein nicht ständig kontrollierbarer Jagdtrieb oder eine andere in ihrer Wirkung vergleichbare, Mensch oder Tier gefährdende Eigenschaft ergeben. Als gefährlich gelten aber auch Hunde, die einen Menschen oder ein Tier durch Biss geschädigt haben, Hunde, die durch ihr Verhalten gezeigt haben, dass sie unkontrolliert Wild oder andere Tiere hetzen oder reißen und Hunde, die ohne selbst angegriffen oder provoziert worden zu sein, wiederholt Menschen gefährdet haben oder wiederholt Menschen in gefahrdrohender Weise angesprungen haben.
Bei bestimmten Gruppen und Rassen von Hunden sowie deren Kreuzungen untereinander oder mit anderen Hunden wird die Eigenschaft als gefährliche Hunde unwiderleglich vermutet. Dazu zählen etwa American Pit Bull Terrier, American Staffordshire Terrier, Staffordshire Bullterrier und Bullterrier.
Bei anderen Hunden wie Bullmastiff, Dogo Argentino, Dogue de Bordeaux, Fila Brasileiro, Kangal, Kaukasischer Owtscharka, Mastiff, Mastin Español, Mastino Napoletano, Rottweiler oder Tosa Inu wird die Gefährlichkeit dagegen nur vermutet, bis der Halter der zuständigen Behörde nachweist, dass sie keine gesteigerte Aggressivität und Gefährlichkeit gegenüber Menschen oder Tieren aufweisen.
Für gefährliche Hunde bestimmter Rassen ist auch der Begriff Kampfhund gebräuchlich.
In manchen Bundesländern werden einzelne Ministerien gesetzlich ermächtigt, durch Rechtsverordnung zu bestimmen, bei welchen Hunden die Gefährlichkeit vermutet wird (sog. Rasseliste), beispielsweise in Sachsen oder „die standardgerechten Merkmale der Phänotypen für gefährliche Hunde unter Berücksichtigung der von kynologischen Fachverbänden entwickelten Kriterien“ zu bestimmen, beispielsweise in Sachsen-Anhalt.

### Landesgesetzliche Regelungen
| Bundesland             | Gesetzestexte und Verordnungen |
| ---------------------- | --- |
| Baden-Württemberg      | HuV BW 2000 – Polizeiverordnung des Innenministeriums und des Ministeriums für Ländlichen Raum und Verbraucherschutz über das Halten gefährlicher Hunde § 2 Gefährliche Hunde                    |
| Bayern                 | BayRS 2011-2-7-I – Verordnung über Hunde mit gesteigerter Aggressivität und Gefährlichkeit § 1                                                                                                   |
| Berlin                 | HundeG – Gesetz über das Halten und Führen von Hunden (Hundegesetz) § 5 Gefährliche Hunde |
| Brandenburg            | HundehV – Ordnungsbehördliche Verordnung über das Halten und Führen von Hunden (Hundehalterverordnung) § 8 Gefährliche Hunde                                                                     |
| Bremen                 | Brem.GBl – Gesetz über das Halten von Hunden § 1 Gefährliche Hunde |
| Hamburg                | HundeG Hamburgisches Gesetz über das Halten und Führen von Hunden (Hundegesetz) § 2 Gefährliche Hunde                                                                                            |
| Hessen                 | HundeVO – Gefahrenabwehrverordnung über das Halten und Führen von Hunden § 2 Gefährliche Hunde                                                                                                   |
| Mecklenburg-Vorpommern | HundehVO M-V – Verordnung über das Führen und Halten von Hunden (Hundehalterverordnung) § 3 Gefährliche Hunde                                                                                    |
| Niedersachsen          | NHundG – Niedersächsisches Gesetz über das Halten von Hunden § 7 Gefährliche Hunde § 14 Führen eines gefährlichen Hundes                                                                         |
| Nordrhein-Westfalen    | LHundG NRW – Hundegesetz für das Land Nordrhein-Westfalen (Landeshundegesetz) § 3 Gefährliche Hunde                                                                                              |
| Rheinland-Pfalz        | LHundG – Landesgesetz über gefährliche Hunde § 1 Begriffsbestimmung |
| Saarland               | HuV SL – Polizeiverordnung über den Schutz der Bevölkerung vor gefährlichen Hunden im Saarland § 1 Gefährliche Hunde                                                                             |
| Sachsen                | GefHundG – Gesetz zum Schutz der Bevölkerung vor gefährlichen Hunden § 1 Begriffsbestimmung und Anwendungsbereich                                                                                |
| Sachsen-Anhalt         | HundeG LSA – Gesetz zur Vorsorge gegen die von Hunden ausgehenden Gefahren (Hundegesetz) § 3 Gefährliche Hunde                                                                                   |
| Schleswig-Holstein     | HundeG – Gesetz über das Halten von Hunden § 7 Gefährliche Hunde |
| Thüringen              | ThürTierGefG – Thüringer Gesetz zum Schutz der Bevölkerung vor Tiergefahren § 3 Gefährliche Tiere In Thüringen muss die Gefährlichkeit im Einzelfall durch einen Wesenstest festgestellt werden. |

### Bundesrecht
Das Hundeverbringungs- und -einfuhrbeschränkungsgesetz verbietet die Einführung von Hunden der Rassen Pitbull-Terrier, American Staffordshire Terrier, Staffordshire-Bullterrier, Bullterrier sowie deren Kreuzungen untereinander oder mit anderen Hunden nach Deutschland. Es soll verhindern, die landesrechtlichen Bestimmungen durch das Verbringen gefährlicher Hunde aus anderen Staaten in das Inland zu unterlaufen sowie die Durchsetzung der landesrechtlichen Bestimmungen erleichtern.

## Österreich
Landesspezifische Gesetzestexte und Verordnungen zur Haltung von Hunden und gefährlichen Hunden:
| Bundesland       | Gesetzestexte und Verordnungen | Rasseliste |
| ---------------- | --- | ---------- |
| Salzburg         | Salzburger Landessicherheitsgesetz § 19 Halten gefährlicher Hunde § 24 Führen eines gefährlichen Hundes Verordnung (PDF) – Verordnung der Salzburger Landesregierung vom 22. Oktober 2012 über die für das Halten von Hunden erforderliche Ausbildung § 1 Ausbildung für das Halten von nicht gefährlichen Hunden § 2 Ausbildung für das Halten eines gefährlichen Hundes | Nein       |
| Wien             | Wr. TierhalteG – Gesetz über die Haltung von Tieren (Wiener Tierhaltegesetz) § 5 Haltung von Hunden Abs. 3 § 5a Haltung von hundeführscheinpflichtigen Hunden § 8 Haltung von gefährlichen Tieren Abs. 7 – 9 § 8a Schutzhundeausbildung | Ja         |
| Vorarlberg       | LandessicherheitsG – Gesetz über Angelegenheiten der örtlichen Sicherheitspolizei § 4 Bewilligungspflichtige Tierhaltung Verordnung der Landesregierung über das Halten von Kampfhunden §1 §2 | Ja         |
| Oberösterreich   | Oö. HHG 2024 – Landesgesetz über das Halten von Hunden in Oberösterreich § 5 Große Hunde § 6 Hunde spezieller Rassen § 7 Auffällige Hunde | Ja         |
| Tirol            | Landes-Polizeigesetz § 6a Besondere Pflichten für das Halten und Führen von Hunden | Nein       |
| Steiermark       | LandessicherheitsG § 3b Verordnung: Stmk. Hundekundenachweis-Verordnung Einzelne Gemeinden können weitere Vorschriften für die Hundehaltung erlassen. | Nein       |
| Kärnten          | Kärntner Landessicherheitsgesetz § 7 Haltung von gefährlichen Tieren § 8 Gefahrenabwehr bei der Haltung von Hunden § 10 Besondere Bestimmungen für Schutzhunde § 11 Warnhinweise § 12 Zwangsmaßnahmen, Tierhaltungsverbot | Nein       |
| Niederösterreich | NÖ Hundehaltegesetz 2023 § 2 Hunde mit erhöhtem Gefährdungspotential § 3 Auffällige Hunde NÖ Hundehalte-Sachkundeverordnung 2023 | Ja         |
| Burgenland       | Burgenländisches Landessicherheitsgesetz § 22 Halten auffälliger Hunde | Nein       |

## Schweiz
| Kanton                 | Gesetzestexte und Verordnungen | Vorschriften für gefährliche bzw. auffällige Hunde | Rasseliste |
| ---------------------- | --- | -------------------------------------------------- | ---------- |
| Zürich                 | 554.5 – Hundegesetz Informationsseite Kanton Zürich | Ja                                                 | Ja         |
| Bern                   | BSG 916.31 – Hundegesetz Informationsseite Kanton Bern | Für auffällig gewordene Hunde                      | Nein       |
| Luzern                 | 848 – Gesetz über das Halten von Hunden SRL Nr. 849 – Verordnung über das Halten von Hunden § 7 | Ja                                                 | Nein       |
| Uri                    | 60.2113 – Veterinärreglement; Veterinärverordnung | Für verhaltensauffällige Hunde                     | Nein       |
| Schwyz                 | 546.100 – Gesetz über das Halten von Hunden (HuG) |                                                    | Nein       |
| Obwalden               | 818.3 – Gesetz über das Halten von Hunden und die Hundesteuer | Nein                                               | Nein       |
| Nidwalden              | 826.3 – Gesetz über das Halten von Hunden (Hundegesetz, HuG) 2.2 Art. 11 |                                                    | Nein       |
| Glarus                 | IX D/633/2 – Verordnung zum kantonalen Tierschutz- und Tierseuchengesetz (Veterinärverordnung, VetV) 4. Art. 19–30 455 – TSchG EG und TSG Art. 27 Informationsseite Kanton Glarus; Zuständigkeit: Kantonstierärztlicher Dienst | Ja                                                 | Ja         |
| Zug                    | Eidgenössischen Tierschutzgesetzes (TSchG) Infoblatt Hundereglemente 2023 (PDF) – Gesetze und Reglemente den einzelnen Gemeinden                                                                                               |                                                    | Nein       |
| Freiburg               | SGF 725.3 – Gesetz über die Hundehaltung (HHG) SGF 725.31 – Reglement über die Hundehaltung (HHR) |                                                    | Ja         |
| Solothurn              | 614.71 – Gesetz über das Halten von Hunden (Hundegesetz) 2. § 3, § 4 | Ja                                                 | Ja         |
| Basel-Stadt            | SG 365.100 – Gesetz betreffend das Halten von Hunden (Hundegesetz) II. § 8–14, III. § 15 SG 365.110 – Verordnung betreffend das Halten von Hunden (Hundeverordnung)                                                            | Ja                                                 | Ja         |
| Basel-Landschaft       | SGS 342 – Gesetz über das Halten von Hunden (Hundegesetz) § 2c–3b SGS 342.12 – Verordnung über das Halten potenziell gefährlicher Hunde                                                                                        | Ja                                                 | Ja         |
| Schaffhausen           | SHR 455.200 – Gesetz über das Halten von Hunden SHR 455.201 – Verordnung zum Gesetz über das Halten von Hunden II. § 3–5 | Ja                                                 | Ja         |
| Appenzell Ausserrhoden | 525.1 – Gesetz über das Halten von Hunden |                                                    | Nein       |
| Thurgau                | RB 641.2 – Gesetz über das Halten von Hunden (HundeG) RB 641.21 – Hundeverordnung (HundeV) |                                                    | Ja         |
| Tessin                 | RL 482.300 – Legge sui cani Art. 15 Abs. 1 RL 482.310 – Regolamento sui cani | Ja                                                 | Ja         |
| Waadt                  | 133.75 – Loi sur la police des chiens Art. 3 Abs. 2 LPolC/VD | Ja                                                 | Ja         |
| Wallis                 | SGS 455.1 – Ausführungsgesetz zum eidgenössischen Tierschutzgesetz (AGTSchG) 455.100 – Verordnung über die Ausbildung von neuen Hundehaltern Art. 2b                                                                           | Ja                                                 | Ja         |
| Neuenburg              | 636.20 – Loi sur les chiens (LChiens) | Ja                                                 | Nein       |
| Genf                   | M 3 45 – Loi sur les chiens (LChiens) | Ja                                                 | Ja         |
| Jura                   | 645.1 – Loi concernant la taxe des chiens 645.11 – Ordonnance concernant la taxe des chiens |                                                    | Nein       |
| Schweiz                | SR 455 – Tierschutzgesetz (TSchG) |                                                    |            |

## Großbritannien
In Großbritannien ist seit 1991 ein Dangerous Dog Act (Gefährliche-Hunde-Gesetz) in Kraft. Gefährliche Hunde werden dort über einen bestimmten festgelegten Typus beschrieben. Die Liste wurde zuletzt 2024 aktualisiert und der American Bully XL neu mit aufgenommen.

## Kritik an der Gesetzgebung
Von einigen Akteuren in der Diskussion über Sinn oder Unsinn von rassespezifischen Regelungen wird behauptet, dass es keine rassespezifische Aggressivität bei den Kampfhundrassen gäbe.